# Gnome-Rhône 14N
Il Gnome-Rhône 14N era un motore radiale 14 cilindri a doppia stella raffreddato ad aria, progettato e fabbricato dalla francese Gnome et Rhône. Esso deriva dallo Gnome-Rhône 14K di produzione prebellica ed è stato utilizzato in numerosi velivoli francesi e tedeschi durante la seconda guerra mondiale.

## Storia del progetto
La Gnome et Rhône decise di risolvere i problemi di affidabilità riscontrati nel Gnome-Rhône 14K utilizzando nuovi materiali per la realizzazione di valvole e pistoni, aumentando anche la superficie di raffreddamento del 39%. Queste migliorie portarono alla realizzazione, nel 1937, di un nuovo motore che assunse la denominazione di 14N il quale venne rapidamente adottato da numerosi velivoli.
Nel 1939 alcuni ulteriori miglioramenti consentirono di aumentare il rapporto di compressione da 6.1:1 a 6.8:1 che permise di ottenere un incremento di potenza necessaria per le esigenze belliche dovute allo scoppio della seconda guerra mondiale.
La Gnome et Rhône ne realizzò un ulteriore sviluppo nel 1939. Denominato Gnome-Rhône 14R, il propulsore venne dotato di un compressore a due stadi ma questo non fu utilizzato ampiamente se non con la fine del conflitto, questo a causa dei termini dell'armistizio con le forze di invasione tedesche stipulato nel 1940 dalla Repubblica di Vichy.

## Velivoli utilizzatori
Francia
- Amiot 351
- Amiot 354
- Bloch MB 131
- Bloch MB 151
- Bloch MB 152
- Bloch MB 155
- Bloch MB 160
- Bloch MB 161 (poi SNCASE SE.161 Languedoc)
- Bloch MB 174
- Bloch MB 175
- Bloch MB 210
- Breguet Bre 730
- Dewoitine D.342
- Farman F 222
- Latécoère 611
- Lioré et Olivier LeO 451

 Germania
- Messerschmitt Me 323 "Gigant"

 Paesi Bassi
- Koolhoven F.K.58

 Polonia
- PZL P.24
- PZL.43 Czajka
- PZL.53B

## Motori comparabili
- Pratt & Whitney R-1830 montato a volte sui velivoli francesi in alternativa al 14N.